# Turnê Chiaroscuro
Turnê Chiaroscuro foi a quarta turnê da cantora e compositora brasileira Pitty.
Para começar a turnê, Pitty escolheu Buenos Aires, no dia 30 de setembro de 2009. Alguns shows de aquecimento foram feitos antes de iniciar oficialmente a turnê. Entre eles há um show em Buenos Aires, abrindo, assim, a nova turnê da cantora.
No dia 18 de dezembro de 2010, no Circo Voador, Rio de Janeiro, foi gravado o segundo DVD de sua carreira, A Trupe Delirante no Circo Voador, que contou com participações especiais de Hique Gomez (Tangos & Tragédias) e Fábio Cascadura (Cascadura).
Para registrar esse momento, Pitty decidiu preparar um show especial: "Será um DVD mais roots, diferente do anterior, com uma pegada mais direta, inclusive privilegiando o lado B da minha carreira", explica Pitty.
Além da sua banda oficial (o guitarrista Martin Mendonça, o baixista Joe Gomes e o baterista Duda Machado), a turnê contou com aa participação do tecladista Brunno Cunha (Caixa Preta) e de dois convidados especiais: Hique Gomez, do grupo "Tangos e Tragédias", que tocará violino em "Água Contida", inspirada numa ária de "Carmen", de "Bizet"; e Fábio, da banda "Cascadura", que cantará com Pitty a música Sob o Sol, que é de autoria deles e faz parte do DVD Chiaroscope.
O término da turnê aconteceu em 15 de maio de 2011, na "Virada Cultural" de São José dos Campos.

## Repertório
Principais Músicas
1. 8 ou 80
2. Memórias
3. Medo
4. Fracasso
5. Adimirável Chip Novo
6. Semana Que Vem
7. Trapézio
8. Água Contida
9. Na Sua Estante
10. Máscara
11. Anacrônico
12. Desconstruindo Amélia
13. Equalize
14. Brinquedo Torto
15. Pulsos
16. Todos Estão Mudos
17. Comum de Dois
18. Me Adora

Outras Músicas
1. Emboscada
2. Rato Na Roda
3. Déjà Vu
4. Seu Mestre Mandou
5. Só Agora
6. A Saideira
7. De Você
8. Sob o Sol
9. Pra Onde Ir
10. O Lobo

## Datas
| Data                    | Cidade                | País      | Local                                                        |
| ----------------------- | --------------------- | --------- | ------------------------------------------------------------ |
| América do Sul          |                       |           |                                                              |
| 30 de setembro de 2009  | Buenos Aires          | Argentina | Club Ciudad                                                  |
| 9 de outubro de 2009    | Uberlândia            | Brasil    | London Pub                                                   |
| 17 de outubro de 2009   | Rio de Janeiro        | Brasil    | Circo Voador                                                 |
| 24 de outubro de 2009   | Natal                 | Brasil    | Festival MADA                                                |
| 7 de novembro de 2009   | Vila Velha            | Brasil    | Ginásio Marista                                              |
| 28 de novembro de 2009  | Rio de Janeiro        | Brasil    | Mix Festival                                                 |
| 11 de dezembro de 2009  | Rio de Janeiro        | Brasil    | Marco Zero                                                   |
| 12 de dezembro de 2009  | São Paulo             | Brasil    | Kazebre Rock Bar                                             |
| 20 de dezembro de 2009  | Curitiba              | Brasil    | Evento Coca-Cola                                             |
| 31 de dezembro de 2009  | São Paulo             | Brasil    | Reveillon da Avenida Paulista                                |
| 9 de janeiro de 2010    | Volta Redonda         | Brasil    | -                                                            |
| 15 de janeiro de 2010   | Florianópolis         | Brasil    | Planeta Atlântida                                            |
| 16 de janeiro de 2010   | Macaé                 | Brasil    | - Centro de Convenções                                       |
| 22 de janeiro de 2010   | João Pessoa           | Brasil    | Ponto de Cém Réis                                            |
| 23 de janeiro de 2010   | Guarujá               | Brasil    | Verão Jequitimar                                             |
| 25 de janeiro de 2010   | São Paulo             | Brasil    | Sesc Interlagos                                              |
| 29 de janeiro de 2010   | Águas de Lindoia      | Brasil    | (Festa Fechada)                                              |
| 31 de janeiro de 2010   | Ipatinga              | Brasil    | Lagoa Silvana                                                |
| 6 de fevereiro de 2010  | Porto Alegre          | Brasil    | Planeta Atlântida                                            |
| 13 de fevereiro de 2010 | Salvador              | Brasil    | Trio Carnivalha                                              |
| 5 de março de 2010      | Rio de Janeiro        | Brasil    | Circo Voador                                                 |
| 13 de março de 2010     | Pará de Minas         | Brasil    | -                                                            |
| 19 de março de 2010     | João Pessoa           | Brasil    | Praia de Tambaú                                              |
| 20 de março de 2010     | Passos                | Brasil    | Parque de Exposições                                         |
| 26 de março de 2010     | Divinópolis           | Brasil    | Hangar                                                       |
| 27 de março de 2010     | Formiga               | Brasil    | Sede Campestre do Clube Centenário                           |
| 28 de março de 2010     | Guarulhos             | Brasil    | Data Municipal                                               |
| 24 de abril de 2010     | Rio de Janeiro        | Brasil    | Praça XV (Viradão Carioca)                                   |
| 1º de maio de 2010      | João Monlevade        | Brasil    | -                                                            |
| 8 de maio de 2010       | Manaus                | Brasil    | Tarumã Hall                                                  |
| 12 de maio de 2010      | Maringá               | Brasil    | Expoingá                                                     |
| 16 de maio de 2010      | São Paulo             | Brasil    | Virada Cultural                                              |
| 22 de maio de 2010      | Indaiatuba            | Brasil    | Virada Cultural                                              |
| 23 de maio de 2010      | Jundiaí               | Brasil    | Virada Cultural                                              |
| 27 de maio de 2010      | Patos de Minas        | Brasil    | Fenamilho                                                    |
| 29 de maio de 2010      | Ribeirão Preto        | Brasil    | João Rock                                                    |
| 3 de junho de 2010      | Porto Alegre          | Brasil    | Opinião                                                      |
| 15 de junho de 2010     | São Paulo             | Brasil    | Arena Coca-Cola (Playcenter)                                 |
| 26 de junho de 2010     | Lorena                | Brasil    | Cervejaria do Gordo Dance Bar                                |
| 27 de junho de 2010     | Brasília              | Brasil    | Festival de Inverno                                          |
| 3 de julho de 2010      | Macapá                | Brasil    | -                                                            |
| 14 de julho de 2010     | São Paulo             | Brasil    | Nós Pelo Nordeste                                            |
| 17 de julho de 2010     | Piumhi                | Brasil    | -                                                            |
| 21 de julho de 2010     | Garanhuns             | Brasil    | 20ª Edição do Festival de Inverno de Garanhuns               |
| 25 de julho de 2010     | São Paulo             | Brasil    | CCJ                                                          |
| 5 de agosto de 2010     | São Paulo             | Brasil    | Citibank Hall (Transamérica Rock)                            |
| 27 de agosto de 2010    | Rio de Janeiro        | Brasil    | Lona Cult. Bangú                                             |
| 27 de agosto de 2010    | Brasília              | Brasil    | Virada Cultural Distrital                                    |
| 28 de agosto de 2010    | Rio de Janeiro        | Brasil    | Circo Voador                                                 |
| 4 de setembro de 2010   | Boa Vista             | Brasil    | Roraima Moto Club                                            |
| 7 de setembro de 2010   | Vitória               | Brasil    | Ilha Acústico                                                |
| 11 de setembro de 2010  | Volta Redonda         | Brasil    | Ilha São João                                                |
| 23 de setembro de 2010  | Petrolina             | Brasil    | Orla Da cidade                                               |
| 26 de setembro de 2010  | Itupeva               | Brasil    | Wet'n Wild                                                   |
| 12 de outubro de 2010   | Atibaia               | Brasil    | Festival de Esportes Radicais de Atibaia                     |
| 16 de outubro de 2010   | Fortaleza             | Brasil    | Marina Park (Ceará Music)                                    |
| 29 de outubro de 2010   | Juiz de Fora          | Brasil    | Cultura Bar                                                  |
| 31 de outubro de 2010   | São Paulo             | Brasil    | Salão do Automóvel de São Paulo                              |
| 1º de novembro de 2010  | São Paulo             | Brasil    | Salão do Automóvel de São Paulo                              |
| 2 de novembro de 2010   | São Paulo             | Brasil    | Salão do Automóvel de São Paulo                              |
| 5 de novembro de 2010   | Recife                | Brasil    | Music Fest_Marco Zero                                        |
| 13 de novembro de 2010  | Barueri               | Brasil    | 5º Festival de Música Estudantil                             |
| 4 de dezembro de 2010   | Foz do Iguaçu         | Brasil    | Ono Teatro Bar                                               |
| 10 de dezembro de 2010  | Curitiba              | Brasil    | Curitiba Master Hall                                         |
| 18 de dezembro de 2010  | Rio de Janeiro        | Brasil    | Circo Voador (Gravação do A Trupe Delirante no Circo Voador) |
| 31 de dezembro de 2010  | Belo Horizonte        | Brasil    | Réveillon BH 2011 (transmitido pela TV Globo Minas)          |
| 10 de fevereiro de 2011 | Aracaju               | Brasil    | Projeto Verão                                                |
| 4 de março de 2011      | Recife                | Brasil    | Bloco do Lenine                                              |
| 6 de março de 2011      | Recife                | Brasil    | Part. Show do China                                          |
| 7 de março de 2011      | Recife                | Brasil    | -                                                            |
| 8 de março de 2011      | Recife                | Brasil    | -                                                            |
| 1º de abril de 2011     | Divinópolis           | Brasil    | -                                                            |
| 2 de abril de 2011      | Pará de Minas         | Brasil    | Girus Disco Show                                             |
| 8 de abril de 2011      | São Luís              | Brasil    | Multicenter Sebrae - Cohafuma                                |
| 29 de abril de 2011     | Piraí do Sul          | Brasil    | Antiga Escola Rural                                          |
| 30 de abril de 2011     | Belém                 | Brasil    | Assembleia Paraense                                          |
| 14 de maio de 2011      | Santa Bárbara d'Oeste | Brasil    | Virada Cultural                                              |
| 15 de maio de 2011      | São José dos Campos   | Brasil    | Virada Cultural                                              |